# Arnaud Leveau
Pour les articles homonymes, voir Leveau.
 (janvier 2022).
Arnaud Leveau, né en 1972 à Conflans-Sainte-Honorine, est un spécialiste de la géopolitique et des relations internationales en Asie.

## Biographie
Arnaud Leveau est docteur en science politique de l’École normale supérieure de Lyon. Il a effectué une partie de ses études à Paris, à Pékin et à Séoul.
De 1996 au 2001, il s'occupe du département Asie au sein de l'Institut de Coopération Sociale Internationale.
En 2001, il devient correspondant de presse et s'installe entre Hong Kong et Bangkok où il couvre l'actualité politique asiatique pour plusieurs médias dont La Croix, La Tribune ou le South China Morning Post.
En 2003 il participe à la création de la société de production et de distribution de films Alanys Films[source insuffisante].
1. En 2006, il cofonde la revue Focus Asie du Sud-Est[5], qui cesse de paraître deux ans plus tard. À la même époque, il devient directeur adjoint de l'Institut de recherche sur l'Asie du Sud-Est contemporaine (Irasec)[6]. Il occupe ce poste jusqu'en 2010. Il part ensuite conduire à Séoul des recherches sur la politique étrangère de la Corée du Sud à l'invitation de la Korea Foundation [7]. Il intègre le Centre d’études sur l'Asie du Sud-Est de l’université de Kyoto en 2011 (CSEAS)[8] et l'Institut d’études sur l'Asie Orientale de l’université Sogang (SIEAS - Seoul) en 2012[9]. Toujours en 2012, il co-fonde la cabinet de conseils stratégique "A & B Strategy"[10] avant d'intégrer le monde de l'Industrie, d'abord Airbus à Singapour (2015-2020) dont il a été le Sherpa au Shangri-La Dialogue pendant plusieurs années. Il a par la suite rejoint le département Sûreté et Intelligence économique du groupe Danone. Parallèlement, il enseigne les Relations internationales en Asie  à l'Université Paris Dauphine. Il est membre du Comité d'orientation d'Asia Centre et du Comité de rédaction de la Lettre Asie21. Il  a participé à la création de l'Observatoire Asie de la fondation Jean Jaurès. Il intervient régulièrement sur les médias[11] et donne régulièrement des conférences[12] sur la région Indo-Pacifique.

## Principales publications
- Pourquoi l'OTAN perçoit la Chine comme une menace, La revue Diplomatique n°17, Avril 2022.
- Géopolitique de la Corée du Sud : Une puissance paradoxale, Argos, Paris, 2014, 205 p[13].
- Le Destin des films du dragon, l’influence des communautés chinoises en Thaïlande et au Vietnam, L’Harmattan Irasec, Paris, 2003, 288 p[14].
- Le Cinéma thaïlandais / Thai cinema (sous la direction de Bastian Meiresonne), Asiaexpo éditions, Lyon, 2006, 255 p (article La Thaïlande à la découverte du cinéma français / French Cinema in Thailand pp 230-235)
- (en) State and Media in Thailand during political transition, avec Chavarong Limpattamapanee, (Eds), Irasec, Bangkok, Occasional Paper n°2, 2007
- (en) Grey Areas of the Chineses Communities in Southeast Asia (eds), Irasec, Bangkok, 2007, 168 p
- Asie du Sud-Est 2007, Irasec – Aux lieux d’être, Paris, 2007, 222 p (avant propos)
- Asie du Sud-Est 2008, Irasec, Bangkok, 2008, 230 pages (avant propos)
- Asie du Sud-Est 2009, sous la direction d'Arnaud Leveau, Lignes de repères, Paris, 2009, 312 p.
- Asie du Sud-Est 2010, sous la direction d'Arnaud Leveau et de Benoît de Tréglodé, Lignes des repères, Paris 2010
- Asie du Sud-Est 2011, sous la direction d'Arnaud Leveau et de Benoît de Tréglodé, Indes Savantes, Paris 2011
- Article Une crise multicolore : État des forces en présence, dans l'ouvrage collectif d'Olivier Ferrari, Narumon Hinshiranan Arunotai, Jacques Ivanoff & Arnaud Leveau Thaïlande : Aux origines d'une crise, Carnet de l'Irasec n°13, Bangkok, 2010[15].
- (en) Thailand : A Crisis Made to Last, Korean Association of Southeast Asian Studies 2010, pp 94-110.
- "Tout doit changer pour que rien ne change", avec Thongchai Winichakul in Thaïlande Contemporaine, sous la direction de Stéphane Dovert et de Jacques Ivanoff, Les Indes savantes, Paris, 2011, pp 517-542
- Les paradoxes de la Corée du Sud, in Futuribles n°394, mai 2013
- Corée du Sud - États-Unis : une relation sous influence, in Outre-Terre n°37, 3/2013
- Thaïlande : l'histoire à rebours, note 223, Fondation Jean Jaurès, Juillet 2014[16]